# Cupuaçu
Theobroma grandiflorum, comumente conhecido como cupuaçu, é uma árvore da floresta tropical relacionada ao cacau. Nativo e comum em toda a bacia amazônica, é cultivado naturalmente nas selvas do norte do Brasil, com maior produção no Pará, Amazonas e Amapá, Colômbia, e também na Bolívia e Peru. A polpa do fruto do cupuaçu é consumida em toda a América Central e América do Sul, principalmente nos estados do norte do Brasil, e é utilizada para fazer sorvetes, salgadinhos, e outros produtos.

## Domesticação
Recentemente, através de estudos genéticos se descobriu que o cupuaçu é uma planta domesticada pelos nativos da Amazônia há cerca de 8000 anos atrás e sua versão selvagem é o cupuí. A suspeita começou quando pesquisadores notaram que a árvore de cupuaçu existia em maior número próximo a assentamentos humanos, e sua presença na floresta era mais rara.

## Descrição

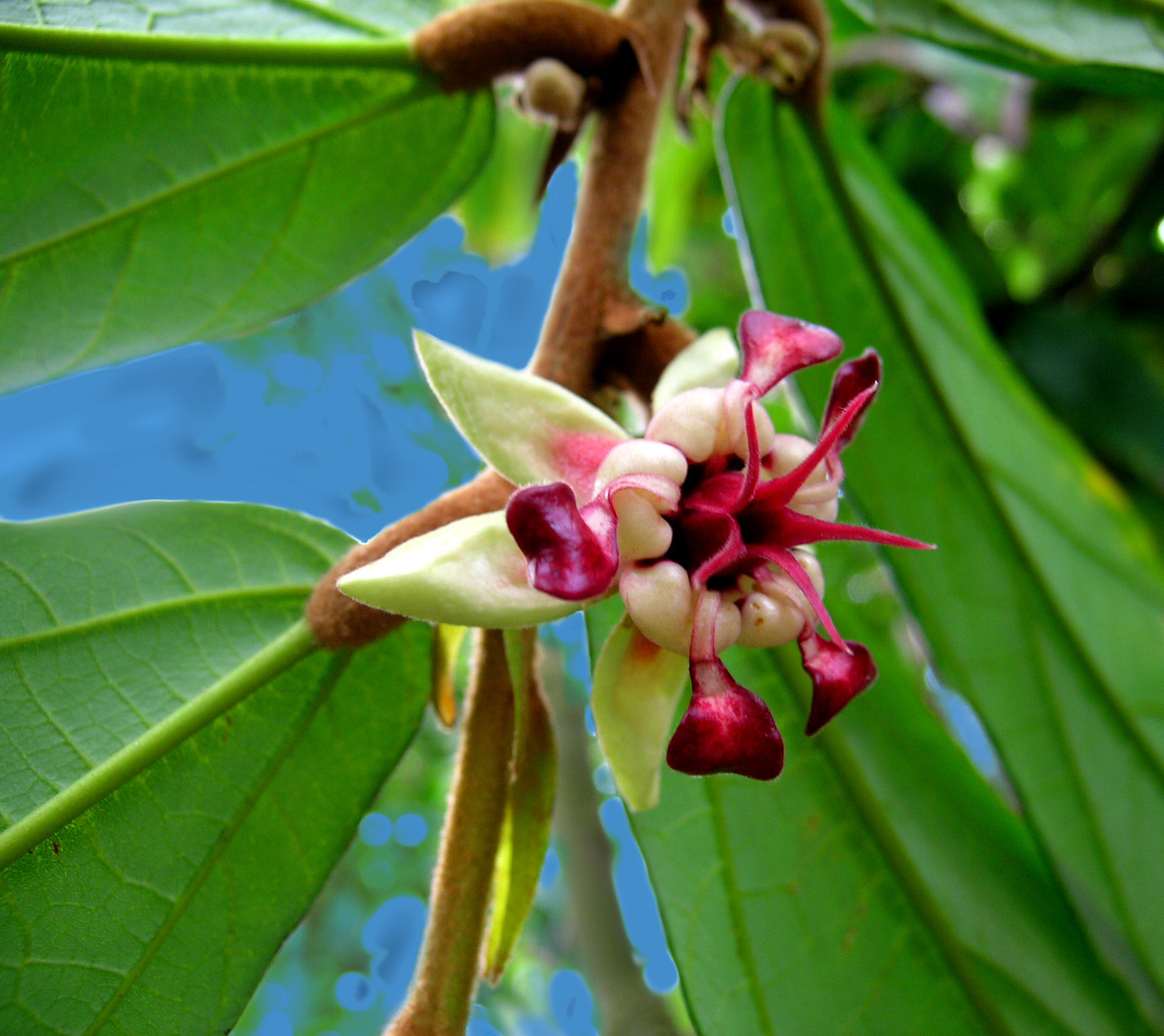
Flor do cupuaçu, cujo grande tamanho ajuda a compor seu nome científico.

Seu nome científico é Theobroma (lat: “manjar dos deuses”) grandiflorum (lat: “flores grandes”). As árvores de cupuaçu geralmente variam de 5−15 metros (−33 pé) de altura, embora algumas possam atingir 20 metros (66 pé). Possuem casca marrom e as folhas variam de 25-35 centímetros de comprimento, com nove ou dez pares de veias. À medida que amadurecem, as folhas mudam de rosa para verde e, eventualmente, começam a dar frutos. O chá e o extrato das folhas tem efeito calmante e também são usados para tratar problemas intestinais, renais e respiratórios.
As flores do cupuaçu são estruturalmente complexas e requerem polinização de vetores bióticos. A maioria das árvores de cupuaçu são autoincompatíveis, o que pode resultar na diminuição dos níveis de polinização e, consequentemente, diminuição da produção de frutos. A polinização também pode ser afetada negativamente pelas condições ambientais. Polinizadores, que incluem gorgulhos crisomelídeos e abelhas sem ferrão, são incapazes de voar entre as flores em chuvas fortes.
A polpa branca do cupuaçu tem odor descrito como uma mistura de chocolate e abacaxi e é frequentemente utilizada em sobremesas, sucos e doces. O suco tem gosto principalmente de pêra, banana, maracujá e melão. O chocolate feito de cupuaçu, muito parecido com o de cacau, é chamado de cupulate.

## Cultivo
O cupuaçu é mais comumente propagado a partir de sementes, mas também são usados enxertos e estacas enraizadas.
As árvores do cupuaçu são frequentemente incorporadas em sistemas agroflorestais em toda a Amazônia devido à sua alta tolerância a solos inférteis, que predominam na região amazônica.
O cupuaçu geralmente é colhido do chão depois de cair naturalmente da árvore. Pode ser difícil determinar o pico de maturação porque não há mudança perceptível na cor externa da fruta. No entanto, estudos mostraram que, nas condições da Amazônia ocidental colombiana, os frutos geralmente atingem a maturidade completa em 117 dias após a frutificação.
Os brasileiros comem cru ou usam para fazer doces. Os produtos alimentícios comerciais incluem a polpa e o pó.
|                                                                                     |        |                          |                   |
| Cupuaçu, em plantação da EMBRAPA perto de Manaus, Brasil, com quatro anos de idade. | Fruto. | Fruto de cupuaçu aberto. | Licor de cupuaçu. |

## Pragas e doenças
A vassoura-de-bruxa ( Moniliophthora perniciosa) é a praga mais proeminente que afeta as árvores de cupuaçu. Afeta toda a árvore e pode resultar em perda significativa de rendimentos, bem como na morte da árvore se não for tratada. A poda regular é recomendada para reduzir a severidade dessa doença nas plantações de cupuaçu.
O cupuaçu suporta a borboleta herbívora, "lagarta-do-cupuaçu", Macrosoma tipulata (Hedylidae), que pode ser um desfolhador.

## Fitoquímicos
Os sabores do cupuaçu derivam de seus fitoquímicos, como taninos, glicosídeos, teograndinas, catequinas, quercetina, kaempferol e isoscutelareína. Também contém teacrina, cafeína, teobromina e teofilina, encontradas no cacau, embora com uma quantidade muito menor de cafeína. Ao contrário do chocolate feito do cacau, o cupulate ("chocolate" de cupuaçu) é livre de teobromina e cafeína.

## Manteiga de cupuaçu

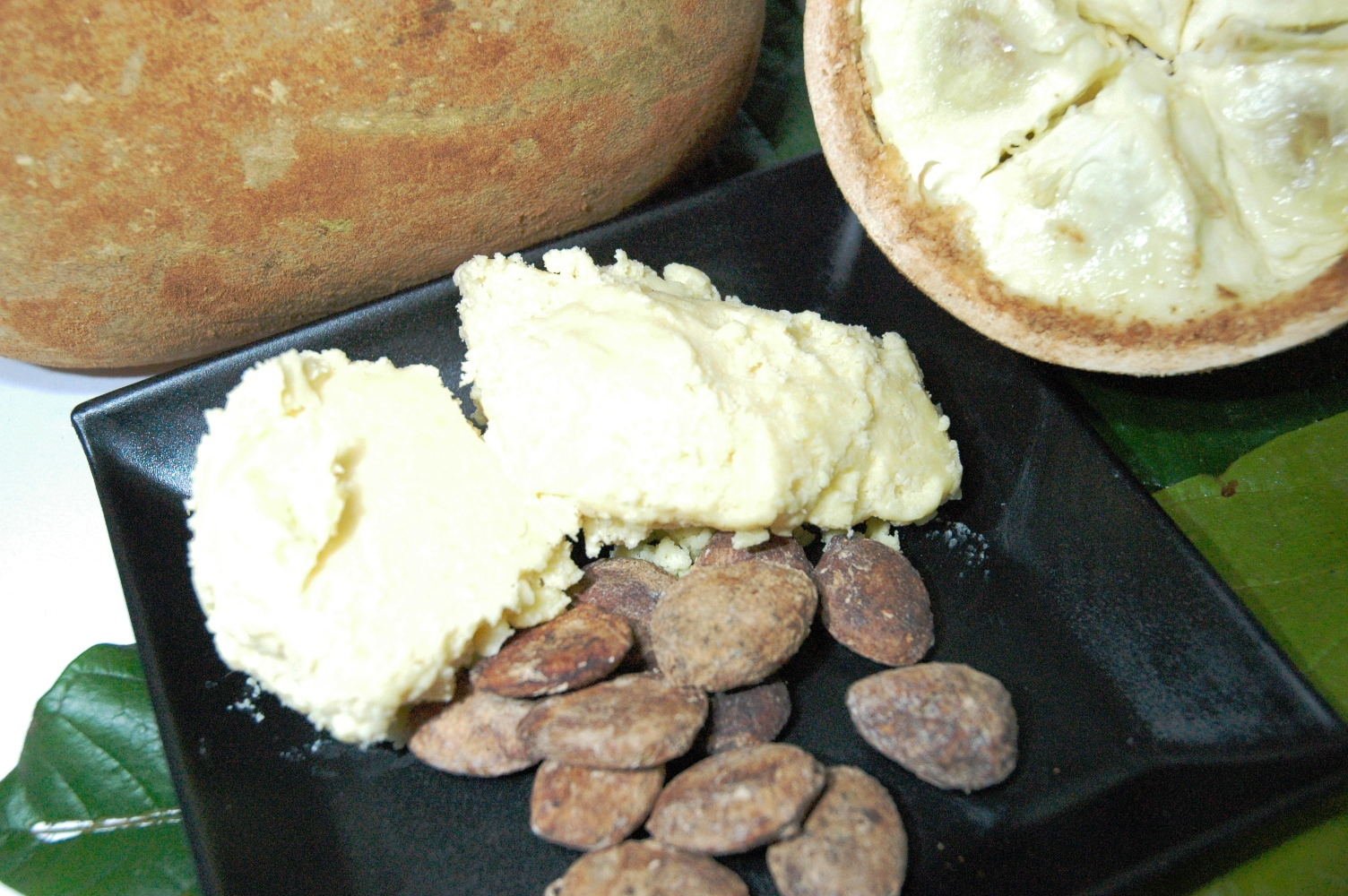
Manteiga de cupuaçu

A manteiga de cupuaçu é um triglicerídeo composto por ácidos graxos saturados e insaturados, conferindo à manteiga um baixo ponto de fusão (aproximadamente 30 °C) e textura de um sólido macio, sendo utilizado como confeitaria semelhante ao chocolate branco. Os principais ácidos graxos da manteiga de cupuaçu são ácido esteárico (38%), ácido oleico (38%), ácido palmítico (11%) e ácido araquídico (7%).